# Ernest Dominique François Joseph Duquesnoy
Ernest Dominique François Joseph Duquesnoy (Bouvigny-Boyeffles, 7 de mayo de 1749 - París, 17 de junio de 1795), revolucionario francés, miembro de la Asamblea constituyente y diputado de la Convención nacional, destacado combatiente en la batalla de Wattignies. Tras encabezar la fracasada insurrección jacobina del 1 de prairal en 1795, fue arrestado y condenado a muerte, aunque logró suicidarse antes de ser ejecutado.

## Biografía
Hijo de agricultores, fue durante un tiempo soldado raso en los dragones y tras retornar al campo, adoptó los ideales revolucionarios y es elegido miembro a la Asamblea constituyente por la provincia del Paso de Calais y más tarde, diputado en la Convención nacional. Durante el proceso a Luis XVI, votó a favor de su ejecución, influyendo en la decisión de otros diputados. 
Mientras tienen lugar las disputas entre Montañeses y Girondinos, se encuentra en Dunkerque junto a Carnot. Participa en la batalla de Wattignies donde destaca por su valentía encabezando a las tropas de primera línea y denuncia a diversos generales acusados de incompetecia. A su vez Hébert le acusa de boicotear las operaciones de Jourdan y de tráfico de influencias, por haber designado a su hermano al frente del ejército. Sin embargo, protegido por Robespierre, consiguió librarse del proceso. Posteriormente destinado en la región del Norte y en la provincia de la Mosela, es denunciado nuevamente por Nicolas Hentz que le acusa de obrar con despotismo y negligencia.
De regreso a París, el 10 de agosto de 1794 participa en la expulsión de Tallien del club de los Jacobinos y se enfrenta a golpes con Guffroy, quien le denuncia al Comité de sûreté générale. Es acusado de ser uno de los cabecillas de la insurrección del 20 de mayo de 1795 y condenado a muerte. Mientras se preparaba para la ejecución en los baños, logró hacerse con un puñal con el que se suicidó.
- Datos: Q3056939